# Frederik Pohl
Frederik Pohl (Nueva York, 26 de noviembre de 1919-Palatine, Illinois, 2 de septiembre de 2013) fue un escritor y editor estadounidense de ciencia ficción. Su carrera dentro del género se extendió durante más de 75 años y abarcó todo tipo de actividades: escritor, editor de libros, revistas y colecciones, agente literario, crítico, pero sobre todo fue reconocido como un destacado aficionado y promotor de la ciencia ficción.
Fuera de este campo destacó también como conferenciante y profesor en el área de la prospectiva. Fue también autoridad sobre el emperador Tiberio en la Enciclopedia Británica.

## Biografía
Hijo de un comerciante, pasó su infancia viviendo en lugares tan dispares como Texas, California, Nuevo México o la zona del Canal de Panamá. Cuando tenía siete años su familia finalmente se asentó en el barrio de Brooklyn, en Nueva York. Allí estudió en el Brooklyn Technical High School, pero abandonó los estudios a los 17 años.
En 1936 sus ideas políticas sindicalistas, antirracistas y antifascistas le llevaron a unirse a las Juventudes Comunistas, en las que llegó a presidir una sección local, pero en 1939 las abandonó decepcionado por el pacto nazi-soviético. Durante la II Guerra Mundial sirvió en las fuerzas aéreas entre 1943 y 1945, y fue destinado a Italia.
Pohl se casó cinco veces. Su primer matrimonio fue con la también Futuriana Leslie Perri entre 1940 y 1944. En 1948 se casó, por tercera vez, con la también escritora de ciencia ficción Judith Merril con la que tuvo una hija, Ann. Pohl y Merril se divorciaron en 1952. Su cuarto matrimonio con Carol M. Ulf Stanton (1953-1983) le proporcionó 3 hijos. Desde 1984 hasta su muerte Pohl estuvo casado con la experta en ciencia ficción Elizabeth Anne Hull. La escritora canadiense Emily Pohl-Weary es nieta de Pohl y Merril.
En 1984 trasladó su residencia a Palatine, Illinois, cerca de Chicago.

## Carrera

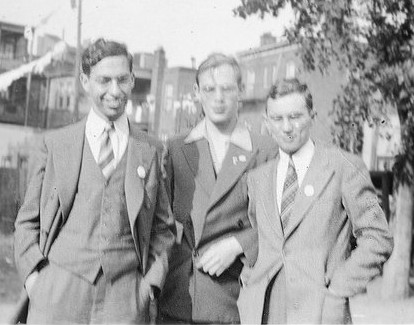
Hermanos Pohl y John Michel, 1938

Ya desde tierna edad fue un lector compulsivo de literatura popular, sobre todo de ciencia ficción, y escribió desde los once años en fanzines que él mismo organizaba y distribuía por Nueva York. Activo participante en el naciente fandom (grupo de seguidores), entra a formar parte de Brooklyn Science Fiction League (BSFL), una sección local de la "Science Fiction League" fundada por Hugo Gernsback en 1934. En ella conoce a Donald A. Wollheim, John Michel y Robert A. W. Lowndes, y juntos los cuatro pasan por sucesivos clubs de ciencia ficción hasta que en 1937 fundan su propio grupo, conocido como los Futurianos ("Futurians"). El grupo adquirió gran prominencia entre la masa de aficionados, pero la marcada ideología política de muchos de sus miembros les llevó a chocar con otra parte los seguidores de Nueva York. Esta situación cristalizó cuando a Pohl y otros Futurianos les fue prohibida la entrada en la 1.ª Worldcon. Con el tiempo el grupo se disolvió, pero las amistades y los contactos permanecieron, y un buen número de sus miembros terminaron convirtiéndose en importantes escritores y editores del género. De ese periodo también viene la amistad de Pohl con Cyril M. Kornbluth, Isaac Asimov o Larry T. Shaw por poner algunos ejemplos.
A los 19 años Pohl ya editaba dos revistas pulp de ciencia ficción: Astonishing Stories y Super Science Stories. También escribía relatos en estas revistas, pero siempre bajo pseudónimos. Los trabajos escritos junto a Cyril M. Kornbluth aparecen bajo los nombres de S. D. Gottesman o Scott Mariner; otras colaboraciones las firma como Paul Dennis Lavond y su trabajo en solitario como James MacCreigh (y en una ocasión como Warren F. Howard). En su autobiografía, Pohl comenta que dejó de editar ambas revistas alrededor de 1941.
Tras la II Guerra Mundial, Pohl empezó a publicar material bajo su propio nombre, mucho de él en colaboración con su amigo Kornbluth. No obstante, siguió usando ocasionalmente pseudónimos como Charles Satterfield, Paul Flehr, Ernst Mason, Jordan Park (dos novelas escritas con Kornbluth) y Edson McCann (una con Lester del Rey). Es de este periodo la publicación de su clásico junto con Kornbluth Mercaderes del espacio.
Su carrera como agente literario se remonta a 1937, pero no es hasta después de la II Guerra Mundial cuando se convierte en un trabajo a tiempo completo. Terminó "representando más de la mitad de de los escritores exitosos de ciencia ficción". Por un corto periodo de tiempo fue el agente literario de Isaac Asimov (de hecho, el único que este autor tuvo). Pese a todo ello, los resultados financieros no acompañaron a su agencia literaria, y tuvo que cerrarla a principios de la década de 1950.
A finales de la década de 1950, Pohl ayudó a un enfermo H. L. Gold en la dirección de las prestigiosas revistas de ciencia ficción Galaxy Science Fiction e If, aunque no sería hasta de diciembre de 1961 cuando oficialmente se hiciera cargo de las mismas. Pohl revitalizó ambas revistas y consiguió durante su periodo la participación de los escritores más prestigiosos del momento. Fruto de este trabajo son los tres premios Hugo a la mejor revista profesional que If recibió en 1966, 1967 y 1968. También se encargó de dirigir la nueva revista Worlds of Tomorrow desde su primer número en 1963 hasta su fusión con If en 1967. En 1969 abandonó la dirección de ambas revistas.
En la década de 1970 Pohl reemerge como escritor de novelas, esta vez en solitario. Homo Plus le valió el premio Nébula en 1976, y Pórtico, el primer volumen de la saga de los Heeche, se alzó con la victoria tanto en los Nébula de 1977 como en los Hugo de 1978. Por otro lado Jem (1980) se haría con el prestigioso Premio Nacional del Libro.
A mediados de la década de  1970 Pohl adquirió y editó novelas para Bantam Books, publicadas bajo el epígrafe "Selecciones Frederik Pohl"; entre ellas destacaron Dhalgren de Samuel R. Delany y El hombre hembra de Joanna Russ. También editó una serie de antologías de ciencia ficción.En 1987 publicó una novela titulada Chernobyl donde relata de forma novelada los hechos acontecidos en el accidente de la central nuclear de dicha ciudad Ucraniana.
En 1994 recibió el premio Gran Maestro Damon Knight Memorial a toda su carrera y en 1998 fue incluido en el Salón de la Fama de la Ciencia Ficción.
A partir de 1995 formó parte del jurado del premio Theodore Sturgeon Memorial, inicialmente junto a James Gunn y Judith Merril, y desde entonces y hasta su retiro en 2013 con varios otros. Pohl se había asociado con James Gunn desde la década de 1940, en lo que luego se convertiría en el Centro para el Estudio de la Ciencia Ficción en la Universidad de Kansas. En él presentó varias charlas y conferencias y participó en el taller literario de escritura de ciencia ficción.
Pohl recibió el segundo premio anual J. W. Eaton al trabajo de toda una vida en el campo de la ciencia ficción por la Biblioteca de la Universidad de California en Riverside, en el marco de la Conferencia Eaton de Ciencia Ficción: "Extraordinary Voyages: Jules Verne and Beyond" de 2009. En 2010, recibió un premio Hugo al mejor escritor aficionado.
La última novela de Pohl, All the Lives He Led salió a la luz el 12 de abril de 2011. Estaba preparando una segunda edición de sus memorias The way the future was cuando le sorprendió la muerte en 2013.

## Obras destacadas
Su primera obra maestra fue la novela Mercaderes del espacio (1953), una antiutopía satírica de un mundo gobernado por las agencias de publicidad  escrita junto a su amigo y colaborador habitual C.M. Kornbluth. Otras novelas destacadas son Homo Plus (1976), que narra los esfuerzos por colonizar Marte adaptando el cuerpo humano al ambiente de ese mundo, y la Saga de los Heechee, iniciada en 1977 con su novela Pórtico, en la que se describen los restos de una civilización desaparecida cuyas vías de comunicación y tecnologías usan torpemente sin entenderlas los humanos. Igualmente destacó como un buen escritor de relatos, en los que se percibe el sesgo satírico contra el consumismo y la publicidad. En otra serie de novelas colaboró con especial asiduidad con Jack Williamson. Las obras más tardías, como la Saga de los Heechee destacan por su imaginación y frescura.

## Obras

### Series

#### Mercaderes del espacio
1. Mercaderes del espacio (The Space Merchants, 1952, con Cyril M. Kornbluth).
2. La guerra de los mercaderes (Merchant's war, 1984).

#### Bajo el mar, con Jack Williamson
1. Marinia (Undersea Quest, 1954).
2. Aventuras bajo el mar (Undersea Fleet, 1956).
3. ¡Ciudad submarina! (Undersea City, 1958).

#### Marte
1. Homo plus (Man Plus, 1976).
2. Mars Plus (1994, con Thomas T. Thomas)

#### Saga de los Heechee
1. Pórtico (Gateway, 1977).
2. Tras el incierto horizonte (Beyond the Blue Event Horizon, 1980).
3. El encuentro (Heechee Rendezvous, 1984).
4. Los anales de los heechee (Annals of the Heechee, 1987).
5. Los exploradores de Pórtico (The Gateway Trip, 1990) (colección de relatos en el universo de Pórtico).
6. El muchacho que viviría para siempre (2004) contenida en la antología de relatos de Robert Silverberg Horizontes lejanos.

### Otras novelas
- Búsqueda estelar (Search the Sky, 1954, con Cyril M. Kornbluth).
- Los hombres de Gor (Whatever Counts, 1959).
- La lucha / La lucha contra las pirámides (Wolfbane, 1959, con Cyril M. Kornbluth).
- Los inmortales (Drunkard´s Walk, 1960).
- Jem (Jem, 1978).
- Fuego de estrellas (Starburst, 1982).
- Los años de la ciudad (The Years of the City, 1984).
- El día de la estrella negra (Black Star Rising, 1985).
- La llegada de los gatos cuánticos (The Coming of the Quantum Cats, 1986).
- Terror (Terror, 1986).
- Chernobyl (Chernobyl, 1987).
- El día que llegaron los marcianos (The Day The Martians Came, 1988, actualmente 7 relatos publicados anteriormente más tres nuevos).
- El final de la Tierra (Land's End, 1988, con Jack Williamson).
- El mundo al final del tiempo (The World at the End of Time, 1990).
- Mineros de Oort (Mining the Oort, 1992).
- El último teorema (The Last Theorem, 2008, con Arthur C. Clarke).

### Colecciones de relatos
- Corrientes alternas / Siluetas del futuro (Alternating Currents, 1956)
- A través del tiempo (The Wonder Effect, 1962, con Cyril M. Kornbluth).
- Trilogía del Reverendo Hake (2003). Incluye las novelas cortas de 1979:
  - Marte enmascarado (Mars Masked).
  - Guerra tibia (The Cool War).
  - Cual plaga de langosta (Like Unto the Locust).

### Ensayo
- La ira de la Tierra (Our Angry Earth, 1991, con Isaac Asimov).

### Memorias
- The way the future was (1978).

## Premios
- Premio Nébula de 1976 a la mejor novela por Homo Plus
- Premio Nébula de 1977, Hugo de 1978 y John W. Campbell Memorial de 1978 a la mejor novela por Pórtico
- National Book Award[21] por Jem
- Premio John W. Campbell Memorial de 1985 por Los años de la ciudad